# Étienne de Polverel
Pour les articles homonymes, voir Polverel.
Ne doit pas être confondu avec Étienne Polverel.
Étienne de Polverel (mort le 25 avril 1637) est un ecclésiastique qui fut évêque d'Alet de 1607 à 1637.

## Biographie
Étienne est le fils ainé de Guillaume Polverel et d'Antoinette de Lestang, fille d'Étienne de Guilhon, seigneur de Lestang. Destiné à  la carrière des armes, son éducation fut sans doute rudimentaire. Comme son cadet Pierre, il est élevé sous le patronage de leur oncle Christophe de Lestang et par ce dernier, les frères Polverel entrent dans la mouvance de la maison de Joyeuse, en particulier de celle du cardinal de Joyeuse. Lors du marchandage lié à la répartition des diocèses du Languedoc entre les clans de la maison de Montmorency d'une part et des Joyeuse de Lestang d'autre part, son frère cadet Pierre est nommé évêque d'Alet en 1603 mais il meurt la même année avant d'être consacré à Rome. Il s'ensuit une vacance du siège épiscopal de quatre années, au cours de laquelle Étienne est persuadé d'abandonner sa carrière militaire et de se préparer à l'épiscopat. Il obtient un diplôme in utroque jure et devient prêtre avant d'être à son tour nommé le 30 juillet 1607 et consacré à une date inconnue.
Il assiste au « Concile » de Narbonne et à l'Assemblée du clergé de 1612. Nommé Grand maître de la chapelle du Roi et aumônier de la reine Marie de Médicis, il participe encore aux Assemblées générales du clergé de 1614, 1615 et 1625. Lors de la révolte du Languedoc de 1632, il est accusé comme Pierre de Fleyres, l'évêque de Saint-Pons, d'avoir pactiser avec Henri II de Montmorency. Convoqué devant un tribunal du Saint-Siège au couvent des Augustins de Paris en 1633 il bénéficie comme son collègue d'une amnistie. Il meurt en 1637 et est inhumé dans sa cathédrale.